# Алдын-оол, Арыя Араптановна
Арыя Араптановна Алдын-оол (29 февраля 1928 — 18 октября 2016) — советский, тувинский педагог. Народный учитель СССР (1984).

## Биография
Родилась 29 февраля 1928 в местечке  Улуг Ооруг (на территории современного Бай-Тайгинского кожууна), Тувинская Народная Республика.
Окончив семилетнюю школу, с 1945 года начала преподавательскую деятельность.
В 1948—1950 годах — на партийной работе.
В 1955 году окончила Кызыльский учительский институт, в 1967 — Кызылский государственный педагогический институт (заочно).
Работала учителем начальных классов в Тээли, Кызыл-Мажалыке, Шуе, с 1950 — в Кызыле. С 1962 года — в школе № 2 Кызыла проявила себя учителем-экспериментатором и создателем учебно-методического комплекса по родному языку (Үжүглел) и чтения для первого класса. На основе обобщенной практики ею были изданы сборник «Разработки уроков по тувинскому языку в первом классе начальной школы», учебные пособия «Сборник диктантов (1-4кл)», «Сборник изложений (2-4кл)», «Читаем сами». В соавторстве с ней был создан «Үжүглел» («Букварь»), для 1 класса начальной школы, который выдержал четыре переиздания.
Преподавала на кафедре методики родного языка на факультете начального обучения Кызылского государственного педагогического института. В течение 20 лет была внештатным лектором на курсах повышения квалификации учителей в Институте усовершенствования учителей.
Стаж преподавательской работы — 65 лет.
Избиралась депутатом Кызыльского городского Совета депутатов двух созывов.
После выхода на заслуженный отдых с 1993 по 2008 год продолжала работать с детьми-инвалидами индивидуально.
Умерла 18 октября 2016 года в Кызыле.

### Семья
- Супруг — Алдын-оол Оюн Толепович
- Дети — сын Алексей Оюнович Алдын-оол, дочь Татьяна Оюновна Санчаа, сын Андрей Оюнович Алдын-оол

## Награды и звания
- Заслуженный учитель школы РСФСР (1980)
- Народный учитель СССР (1984)
- Орден «Знак Почёта» (1976)
- Орден Республики Тыва
- Медаль «За трудовую доблесть» (1966)
- Медаль «За доблестный труд в Великой Отечественной войне 1941—1945 гг.» (1970)
- Медаль «50 лет Победы в Великой Отечественной войне 1941-1945 гг.»
- Почётная грамота Министерства просвещения РСФСР (1962)
- Звание «Учитель-методист» № 10782
- Почётный гражданин Кызыла (1998).

## Основные научные труды, публикации
1. Разработка уроков по тувинскому языку в первом классе начальной школы. 1970 г.;
2. Сборник диктантов (1-4 кл.) Издания: 1970 г., 1979 г., 1988 г., 1998 г.;
3. Сборник изложений (2-4 кл.) Издания: 1982 г., 1988 г., 1998 г.;
4. Учебное пособие «Читаем сами». Издания: 1994 г., 1999 г.;
5. Пропись № 1 к букварю. Издания: 1990 г., 1995 г., 1999 г., 2000 г.;
6. Сборник из опыта учителей родного и русского языков. Статья.;
7. Соавтор программы родного языка и чтения. 1970 г., 1982 г., 1987 г.;
8. А.А. Алдын-оол, К.Б. Март-оол. «Букварь» для 1–го класса четырехлетней начальной школы. Издания: 1990 г., 1996 г., 2003 г.;
9. А.А. Алдын-оол, К.Б. Март-оол. «Уроки обучения грамоте» методические указания к учебнику «Букварь» для 1-го класса начальной школы. Пособие для учителей. Издания 1999 г.;
10. К.Б. Март-оол, Д.А. Кимова, А.А. Алдын-оол Методические указания к учебнику «Тувинский язык для 5-го класса. Пособие для учителей.;
11. В.С. Чылбак, А.А. Алдын-оол «Уроки обучения грамоте». Издания 1967 г..